# Garland (Arkansas)
Garland is een town in Miller County in de Amerikaanse staat Arkansas. Het maakt deel uit van het gebied Texarkana dat deels in Arkansas, deels in Texas ligt. Volgens de volkstelling uit 2002 zijn er 352 inwoners.